# Krajišnik
Krajišnik är en ort i Bosnien och Hercegovina.   Den ligger i entiteten Republika Srpska, i den norra delen av landet, 160 km nordväst om huvudstaden Sarajevo. Krajišnik ligger 95 meter över havet och antalet invånare är 649.
Terrängen runt Krajišnik är mycket platt. Närmaste större samhälle är Bosanska Gradiška, 11,2 km nordväst om Krajišnik.
Trakten runt Krajišnik består till största delen av jordbruksmark. Runt Krajišnik är det ganska tätbefolkat, med 67 invånare per kvadratkilometer.